# Institutul de Medicină Urgentă (Chișinău)
Institutul de Medicină Urgentă (IMC) din Chișinău prestează servicii de asistență medicală urgentă, oferind ajutor medical calificat în situații neordinare sau în cazuri de forță majoră. A fost înființat în 1945 pe baza fostului Spital de Urgență. Dispune de secții specializate: reanimare, cardiologie, neurologie etc. Are cel mai numeros personal printre spitalele republicii.
În cadrul spitalului activează 3 servicii: asistența medicală de urgență, spitalul clinic de urgență și serviciul traumatologic; de asemenea 30 de secții clinice, 2 secții microchirurgice și 2 centre republicane (microchirurgie și bucomaxilo-facial).
Spitalul folosește ca bază de studii pentru 13 catedre ale USMF. În cadrul său sunt funcționează catedra de urgență medicală (1993), centrul regional de instruire a medicilor (1994). Cadrele medicale își perfecționează pregătirea profesională în țări mai dezvoltate, ca SUA (Centrul din Mineapolis) sau România.